# 티무르
티무르 베그 구르카니(페르시아어: تیمور بیگ گورکانی‬, 우즈베크어: Amir Temur ko‘ragoniy ibn Amir Tarag‘ay ibn Amir Burqul, 1336년 4월 9일~1405년 2월 18일)는 중앙아시아의 몽골인 군사 지도자이며, 티무르 제국의 창시자(재위: 1370년 ~ 1405년)이다. 그의 이름은 본래 몽골어계 인명인 테무르이나, 그것의 페르시아어형인 티무르라는 표기로 더 많이 쓰인다. 유럽권에서는 태멀레인 또는 타메를란이라고 부르기도 한다.

## 이름
‘티무르’는 튀르크어 ‘테무르(Temür, 현대 우즈베크어로는 ‘Temur’)’의 이란어형이다. 테무르는 철(鐵)을 의미하는 돌궐어에서 나온 것으로, 튀르크인과 몽골인들의 이름에 흔히 사용되었다. 철(鐵)이라는 뜻의 테무르는 현대 투르크어에서 테미르(temir)로 변형되어 그대로 통용되고 있고 남성의 이름에 자주 사용되고 있다.
티무르의 시대의 몽골의 전통은 칭기즈 칸의 후예가 아닌 사람이 한이 되는 것을 허락하지 않았기 때문에 그는 한을 자칭할 수 없었다. 그는 대신 ‘아미르’(지휘관)라는 호칭을 사용했고, 때때로 그 앞에 ‘부주르그(buzurg)’ 또는 ‘칼란(kalān)’, 즉 ‘위대한’을 붙여 ‘위대한 아미르’라 했다.
그가 칭기스 칸의 후손들을 허수아비 칸으로 세워 그의 이름으로 통치한 뒤에는 ‘부마‘(몽골어: хүргэн /kürügän/)이라는 호칭을 사용했다. 이는 ‘사위’라는 의미인데, 그가 칭기스 가문의 공주와 결혼했기 때문에 이런 호칭을 사용할 수 있었다. 티무르의 후손들인 무굴 제국의 군주들은 이를 근거로 스스로의 왕조를 ‘구르칸(Gurkān) 왕조’라고 불렀다.
이란의 사서들에서 그는 티무리 랑(페르시아어: تيمور لنگ Tīmūr-i Lang)이라고 불렸는데, 이는 절름발이 티무르라는 의미이다. 그의 적들은 그의 분노를 불러일으키고 싶을 때 그를 이렇게 불렀다. 몽골에서도 그를 싫어하는 이들은 역시 절름발이 티무르라는 뜻의 도고론 테무르(Доголон Төмөр)라 불렀다. 유럽에서 그를 부를 때 사용하는 태멀레인(Tamerlane)은 ‘티무리 랑’의 변형이다.

## 부계조상 및 징기스칸과의 관계

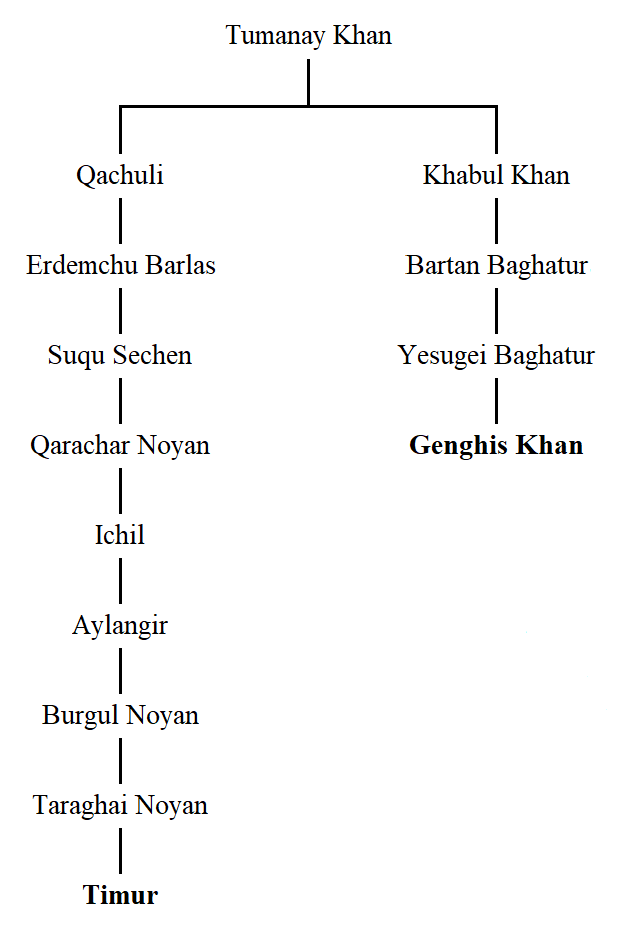
티무르와 징기스칸의 혈연

티무르는 자신의 부계 혈통이 투마나이칸(Tumanay Khan) 툼비나이 세첸(Tumbinai Setsen)의 후손이라고 주장하였다. 투마니이칸은 징기스칸(Genghis Khan)의 고조부라는 점에서, 티무르의 주장이 맞다면 티무르와 징기스칸은 같은 부계 혈통에 속하는 친족이 된다. 투마나이칸의 현손(玄孫)인 카라차르 노얀(Qarachar Noyan)은 황제의 장관으로서, 트란스옥시아나(Transoxiana)의 통치자이자 후임자의 아들인 차가타이칸(Chagatai Khan)을 도왔다. 13-4세기 기록에서 카라차르에 관란 언급은 많지 않지만, 티무르제국(Timurid) 시기 자료에서는 몽골제국 초기 역사에서 카라차르에 관한 역할을 상당히 강조한다. 또한 이들 사료에서는 징기스칸이 차가타이칸의 딸을 카라차르에게 시집보내어서 이들 간에 부자관계를 형성하였다고 강조한다. 카라차르와 차가타이의 딸의 후예라고 주장함으로써 티무르는 차가타이의 친족임을 주장하였다.
티무르의 모친 테키나 하툰(Tekina Khatun)의 계통은 더욱 불분명하다. 야즈디(Yazdi)의 전기 자파르나마(Zafarnama)에는 테키나 하툰에 관한 배경 설명 없이 이름만 표기되어 있다. 1403년 술타니야(Sultaniyya) 대주교(Archbishop) 요하네스 데 갈로니폰티부스(Johannes de Galonifontibus)의 기록에서는 테키나 하툰이 천민 출신이라고 기록되어 있다. 이로부터 수 십년 후에 기록된 무이즈 알 안삽(Mu'izz al-Ansab)이라는 기록에서는 테키나 하툰은 몽골 바를라스(Barlas) 부족과 인접한 야사우리(Yasa'uri) 부족과 관련되어 있다고 기록되어 있다. 이븐 할둔(Ibn Khaldun)은 티무르가 자신의 모친이 페르시아(Persia)의 영웅 마누체르(Manuchehr)의 후손이라고 언급하였다고 전한다. 아흐마드 이븐 아랍샤흐(Ahmad ibn Arabshah)는 그녀가 징기스칸 후예라고 하였다. 18세기 저술 『티무르의 책(Books of Timur)』에서는 테키나 하툰이 '사드르 알 샤리아(Sadr al-Sharia)'의 딸이라고 밝히고 있다. 사드르 알 샤리아는 부하라(Bukhara) 지역의 하나피(Hanafi) 학자 우바이드 알라 알 마부비(Ubayd Allah al-Mahbubi)로 추정된다.

## 배경
1320년대를 전후하여, 차가타이 칸국에서는 전통적인 유목생활을 중시하고 알말리크를 중심으로 한 초원지대에 머무르고자 하는 세력과, 정주지대에 궁성을 짓고 거주하면서 이슬람으로 개종하여 토착귀족들과 협력할 것을 강조하는 세력 사이에 갈등이 심화되었다. 결국 1347년 마지막 군주였던 카잔 칸이 피살당하면서 차가타이 칸국은 동부와 서부로 분열되었다. 트란스 옥시아나를 중심으로 한 서부 지역에서는, 카잔 칸을 살해한 유력한 아미르였던 카자간이 실권을 잡았다. 권력을 장악한 카자간은 헤라트와 인도 방면에 대한 원정을 시도했지만, 실패하고 1358년에 암살당하고 만다. 카자간의 죽음 이후 트란스 옥시아나 지역은 다시 무정부 상태로 돌아갔다. 이때 동차가타이 한국에서는 투글루크 티무르가 즉위한 뒤 칸의 권력을 확고하게 했다. 투글루크 티무르는 이슬람을 수용하고 카자간의 암살 이후 혼란에 빠진 트란스 옥시아나에 두 번이나 진군하여 차가타이 칸국을 재통일했다. 티무르가 역사의 무대에 처음으로 등장하는 것은 이때이다.
티무르가 속한 바를라스부는 칭기스 칸이 차가타이에게 부여한 4개 천호의 하나이다. 티무르의 가문은 바를라스부의 명문에 속했지만, 티무르가 태어날 무렵에는 소수의 하인을 거느린 가문에 불가했다. 그러나 그의 가문의 사회적 명망은 아주 높았었다. 그의 가문은 칭기스 가문과 공통적인 조상을 가지고 있었다. 또, 티무르의 아버지 아미르 타라가이는 부유한 사람은 아니었으나, 바를라스부 내부에서는 존중받았다.

## 생애
젊은 시절 티무르는 차가타이 한국의 동서분열과 혼란을 틈타 하인들을 데리고 가축을 약탈하는 도적질을 일삼았지만, 뛰어난 군사지휘자로서 그 재능을 발휘하면서 서서히 인망을 모아 서차가타이 한국의 유력자로까지 성장하였다.
1360년 동 차가타이 한국의 투글루크 티무르가 트란스옥시아나를 침공하자, 티무르는 그에게 복종하여 투글루크 티무르의 아들 일리야스 호자의 부관으로 임명되는 한편, 바를라스부의 옛 영지를 하사 받았다. 그러나 곧 일리야스 호자를 배신하고, 카라우나스부의 아미르 후사인과 결탁하여 세력을 확대해 본거지로써 사마르칸드를 손에 넣었다. 이 기간에 전장에서 다리 한쪽을 다쳐 ‘절름발이 티무르’를 뜻하는 Tīmūr-i Lang 이란 이름으로 불렸는데, 이것이 서양에서 그를 부르는 이름이 되어 타멜랑(또는 타메렝, 크리스토퍼 말로위(Christopher Marlowe)에 따르면 타메를란(Tamerlane))이라고 부른다고 한다.
그 후 트란스옥시아나의 패권을 둘러싸고 아미르 후사인과 대립했으며, 1369년에 후사인의 본거지 발흐를 공격해 후사인을 죽이고 트란스옥시아나의 패권을 장악했다. 1370년에 후사인이 내세운 칸인 카불 샤를 처형하고 그 대신에 오고타이의 후손인 수우르가트미시를 칸으로 옹립하였다. 그 해 후사인의 과부로써 칭기스칸의 자손이기도 한 왕녀를 왕비로 맞이하여 칭기스칸 가문의 사위(구르칸)를 자칭했다.

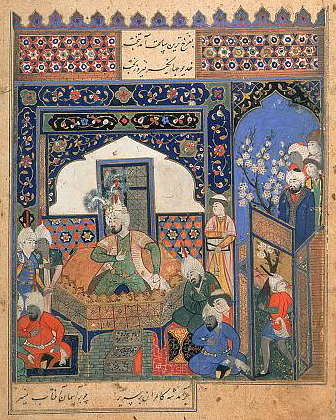
발흐의 왕좌에 앉은 티무르

칭기스칸의 부계 자손(황금씨족)이 아니었던 티무르와 그의 후계자들은, 스스로 칸에 즉위하지 않고 다른 유목 부족의 장군들과 같이 아미르의 칭호를 사용하였다. 명목상의 칸이었던 칭기스칸 가문의 사위이자, 칸의 곁에 있는 최고 유력자로써 권력을 휘둘렀던 것이다. 그러나 현실에서는 1370년 중앙 아시아에서 티무르 가문의 권력이 확립되고, 티무르 가문에 의한 지배가 진행되면서 이를 티무르 왕조(티무르 제국)이라고 불렀다.
티무르는 칭기스칸이 쌓아 올렸던 세계제국의 꿈을 이상으로 삼았고, 또한 자신의 권위를 지키기 위해서는 전투에서 승리를 계속하여 전리품을 휘하의 여러 부족에게 분배해 주어야 할 필요도 있었으므로, 대외 원정을 계속 되풀이하였다. 트란스옥시아나를 통일한 직후 황금씨족이 아님에도 칸을 칭하던 카마르 웃 딘을 응징하는 차원에서 모굴 칸국을 침공하였으며, 쿵그라트 부족이 지배하던 호라즘을 병합했다. 1375년에는 주치의 후예 토크타미시를 지원하여 그를 주치 울루스(Juchi Ulus) 혹은 킵차크 칸국(The Golden Horde, 金帳汗國)의 칸에 추대해주고, 주변의 여러 세력을 자신의 영향력 아래에 두었다. 1380년부터는 일 칸국 왕조의 해체 이후 분열 상태가 지속되던 이란으로 눈을 돌려, 호라산을 정복하고 1386년부터 시작된 3년간의 전쟁 끝에 아프가니스탄, 아르메니아, 그루지아 등까지 지배 하에 두었다.
1388년 토크타미시가 티무르 제국 치하의 아제르바이잔을 공격한 것을 계기로, 잠시 3년 전쟁을 종료한 티무르는 토크타미시를 격파한 뒤, 이란에 대한 원정을 재개하였다. 1392년에 시작된 5년간의 전쟁에서 티무르는 페르시아령 쿠르디스탄(Persian Kurdistan)을 공격하였다. 1393년, 시라즈(Shiraz)가 항복 후에 함락되었고, 무자파르 왕조(Muzaffarid dynasty)는 티무르의 속국이 되었다. 그러나 무자파르 왕조의 샤 만수르(Shah Mansur) 왕자가 반란을 일으켰고, 티무르가 반란군을 진압하면서 무자파르 왕국은 완전히 합병되었다. 이로써 티무르는 이란 전역을 지배 하에 두게 되었다. 곧바로 티무르는 킵차크 한국이 조지아(Georgia)를 이용하여 이란 북부를 위협할 수 없도록, 조지아를 파괴시켰다. 같은 해인 1393년 8월, 티무르는 시라즈에서 8일 만에 바그다드까지 진격하여 성을 급습하였다. 술탄 아흐마드 잘라이르(Ahmad Jalayir)가 시리아(Syria)로 피난하였고, 그곳에서 맘루크 술탄 바르쿠크(Barquq)가 그를 보호하면서 티무르의 사절을 살해하였다. 티무르는 바그다드 통치를 위해 사르바다르(Sarbadar) 왕자 쿠와자 마스우드(Khwaja Mas'ud)를 남겨뒀지만, 아흐마드가 돌아오면서 쫓겨났다. 아흐마드는 인기가 없었지만 카라 코윤루(Kara Koyunlu)의 카라 유수프(Qara Yusuf)로부터 원조를 얻었다. 1399년, 아흐마드는 다시 피난하였다. 이번에는 바예지드 1세가 통치하는 오스만 제국이었다. 한편, 바그다드에 입성하면서 맘루크 왕조와 대치하게 된 티무르는 그곳에서 북상, 카프카스를 경유하여 테렉 강 인근에서 토크타미시를 격파하였다. 그 뒤 볼가강 유역에까지 진군하였고, 킵차크 한국의 수도 사라이(Sarai)와 여러 무역 거점들을 파괴하고 모스크바 대공국(大公國)까지 침입한 뒤 1396년에 귀환했다.
1398년 티무르는 인도 원정을 결심하고, 델리 술탄 왕조를 격파하고 델리를 점령했다. 1399년에 시작된 7년 전쟁에서는 아제르바이잔에서 반란을 일으킨 3남 미란 샤를 굴복시키고, 그루지아, 아나톨리아 동부에서 시리아로 진입하여 다마스쿠스를 점령하고, 거기서 이라크로 전진해 모술을 정복했다. 1402년, 중앙 아나톨리아에 진출한 티무르군은 앙카라 전투에서 바예지드 1세가 이끄는 오스만 제국군을 격파하여 오스만 제국의 팽창을 저지하고, 아나톨리아의 오스만 영지를 바예지드에게 영토를 빼앗겼던 옛 튀르크 영주들에게 반환해 준 뒤에 귀환했다. 이 원정을 통해 몽골 제국의 서쪽 절반에 해당하는 곳이 티무르의 지배하에 들어갔고, 오스만 제국, 맘루크 왕조가 티무르에게 명목상 복속하여 티무르의 지배영역은 대제국으로 발전하였다.

### 명 원정 시도

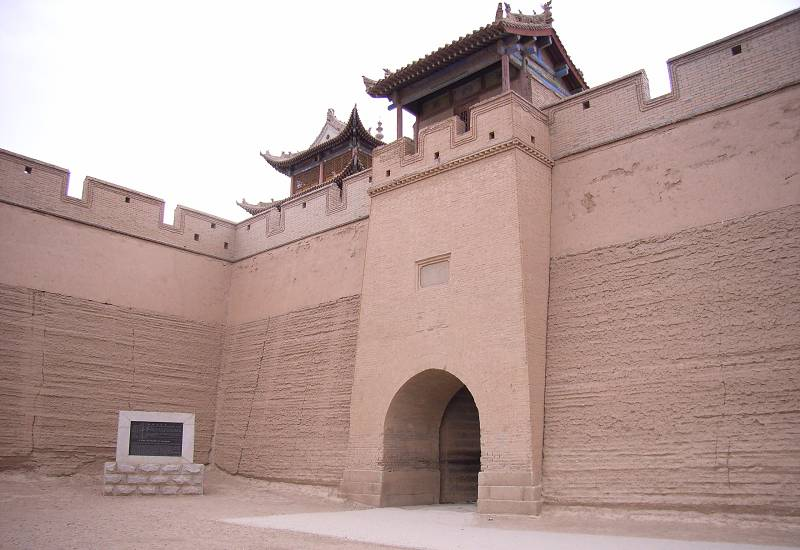
가욕관(嘉峪關)은 티무르 침공의 우려로 인해 보강되었다.

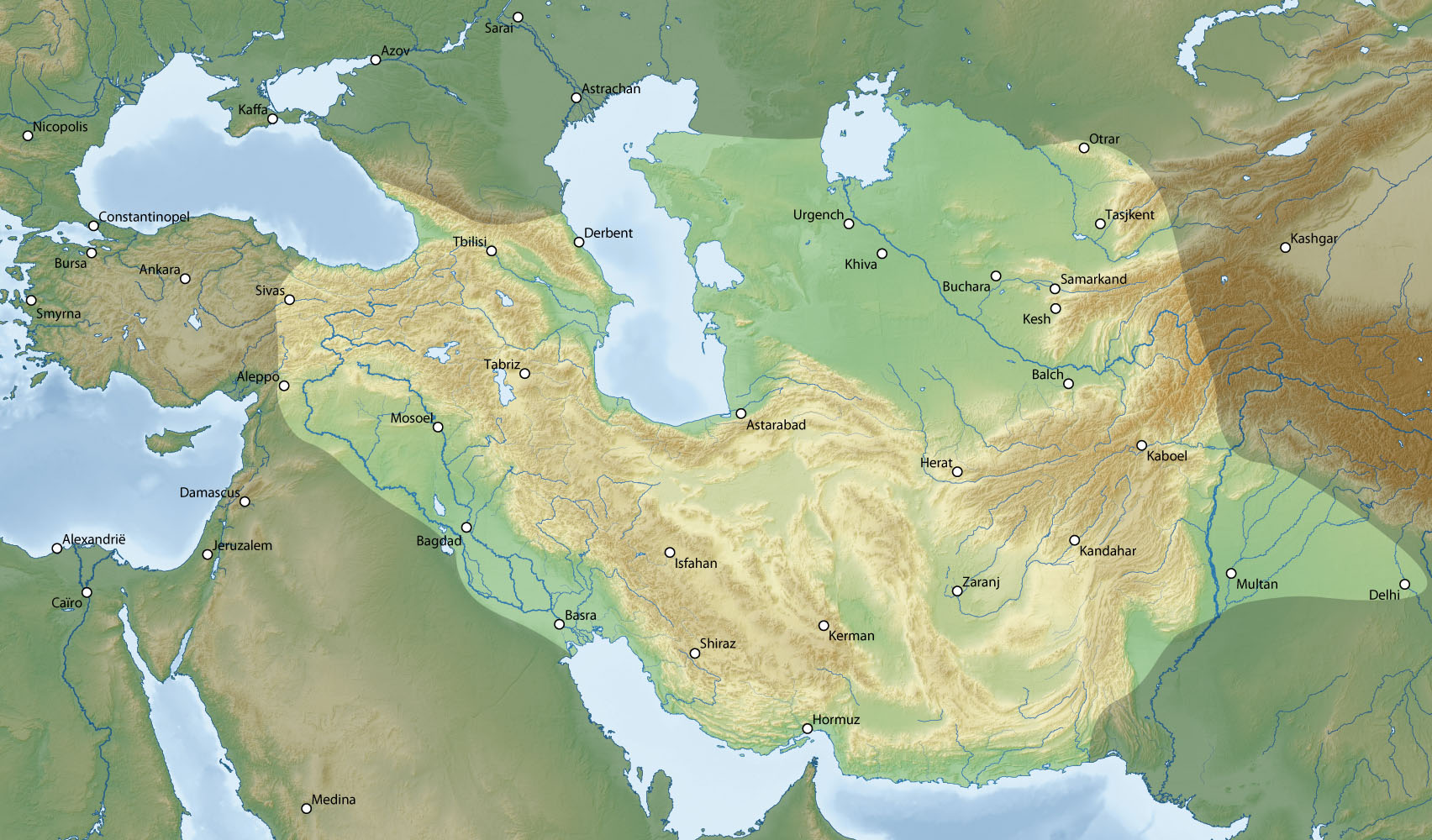
1405년 티무르 사망 당시의 티무르제국

1368년, 한족 군대가 몽골을 중국에서 몰아내었다. 명 태조(太祖) 홍무제(洪武帝) 주원장(朱元璋)과 아들 영락제(永樂帝) 주체(朱棣)는 중앙아시아 조공국을 확보하였다. 명과 티무르제국 감의 종주국과 속국 관계는 장기간 지속되었다. 1394년, 홍무의 사절단은 마침내 티무르에게 신하로서 그를 대하겠다는 서신을 제시했다. 이때 파견된 사절은 감군(監軍) 부안(傅安), 장군(將軍) 곽기(郭驥), 태감(太監) 유위(劉煒) 등이었다. 1397년, 홍무제의 사절 진덕문(陳德文)이나 영락제의 등극을 알리는 사절단 모두 아무 소득이 없었다.
티무르는 마침내 중국을 침공할 계획을 세웠다. 마침내 티무르는 몽골리아(Mongolia)를 기반으로 하는 몽골 민족과 연합하였고, 부하라(Bukhara)로 가는 준비를 마쳤다. 엥크 칸(Engke Khan)은 손자 울제이 테무르 칸(Öljei Temür Khan)을 보냈다. 울제이 테무르 칸은 티무르 조정이 사마르칸트(Samarkand)에 있었을 때 이슬람으로 개종한 후에 '부얀시르 칸(Buyanshir Khan)'으로도 알려진 인물이었다.
1404년 말 티무르는 20만 대군을 이끌고, 명나라를 격파하여 원나라의 옛 영지를 탈환한다는 목표를 갖고 중국 원정을 개시했다. 그러나 티무르는 원정 도중에 갑자기 병이 나서 1405년 2월 오트라르에서 병사했다. 그는 죽기 직전에 맏아들 자한기르의 둘째 아들 피르 무함마드를 후계자로 지목했다.

## 평가
티무르는 군사에 있어서는 천재적인 인물로, 생애에 걸쳐 벌인 전투에서는 한번도 패배하지 않았다. 그러나 원정을 할 경우 특별한 이슬람교적인 문화로서의 도시건설을 할 경우를 제외하고 거의 대부분의 원정은 그곳을 다스리기 위함이라기보다 약탈하고 파괴하는 것에 더 초점이 맞추어져 있었다. 또한 칭기즈칸은 항복하거나 투항하는 적을 살려주었던 반면에 티무르는 항복하거나 투항하는 적도 여지없이 도살하는 잔인함을 보였다.
티무르 1대에 쌓아올린 티무르 왕조는 그 지배도 티무르의 개성에 크게 기대고 있었고, 티무르 생전에 확고한 지배체제가 준비되지 못했다. 그 때문에 티무르의 사후 그의 제국은 급속도로 동요하고 분열되어 갔다.

## 일화
구리 아미르 사당(“아미르의 묘”란 뜻)에 있던 티무르의 검은돌로 된 관 속에는 “내가 이 무덤에서 나올 때, 가장 커다란 재앙이 일어날 것이다.”라는 문장이 새겨져 있어 아무도 관을 열지 않았다. 그러나 1941년 6월 19일 소련의 조사에 의해 처음으로 개봉되어 다리 장애 등이 있음을 확인했다. 그 일이 있은 후 3일 후 바르바로사 작전(독일에 의한 소련 침공)이 실행되어 이것이 소련에서 본 제2차 세계대전의 발단이었다. 후에 두려움을 느낀 소련에 의해 뚜껑이 납으로 용접되어, 이후 두 번 다시 열리지 않았다.
티무르가 쌓아올린 해골의 탑
티그리스 강 유역을 침공하여 타크리트 전투에서 대항하던 적들을 살해하고 그 해골을 가지고 2개의 피라미드 형 탑을 만들고, 티그리스 강에서 가져온 흙으로 그 탑을 더욱 단단하게 강화했다. 그는 탑의 기단 부분에 이런 기명을 적어 넣게 했다. "법을 지키지 않고 악행을 저지르는 자들의 운명이 무엇인지 여기 와서 보도록 하라."

## 티무르의 후손들

### 티무르의 아들들
- 자한기르 b. 티무르
- 우마르 셰이흐 b. 티무르
- 미란샤 b. 티무르
- 샤루흐 b. 티무르

### 티무르의 손자들

#### 자한기르의 아들들
- 무함마드 술탄 b. 자한기르 b. 티무르(어머니 한자다 베굼을 통해 모계로 칭기스 가문의 피를 이어받음)
  - 무함마드 자한기르 b. 무함마드 술탄
    - (무함마드) 할릴 술탄 b. 무함마드 자한기르

  - 사디 와카스 b. 무함마드 술탄
- 피르 무함마드 이븐 자한기르
  - 카이두 b. 피르 무함마드
  - 자한기르 b. 피르 무함마드

#### 우마르 셰이흐의 아들들
- 피르 무함마드 b. 우마르 셰이흐(어머니 마리카트 아가를 통해 모계로 칭기스 가문의 피를 이어받음)
- 루스탐 b. 우마르 셰이흐
- 이스칸다르 b. 우마르 셰이흐(어머니 마리카트 아가를 통해 모계로 칭기스 가문의 피를 이어받음)
- 아흐마드 b. 우마르 셰이흐(어머니 마리카트 아가를 통해 모계로 칭기스 가문의 피를 이어받음)
- 바이카라 b. 우마르 셰이흐(어머니 마리카트 아가를 통해 모계로 칭기스 가문의 피를 이어받음)
  - 만수르 b. 바이카라
    - 후세인 b. 만수르
      - 바디 알자만 b. 후세인
      - 무자파르 b. 후세인

#### 미란샤의 아들들
- 아바 바크르 b. 미란샤
- 우마르 b. 미란샤
- 할릴 술탄 b. 미란샤(어머니 한자다 베굼을 통해 모계로 칭기스 가문의 피를 이어받음)
- 술탄 무함마드 b. 미란샤
  - 아부 사이드 b. 무함마드
    - 술탄 아흐마드 b. 아부 사이드
    - 술탄 마흐무드 b. 아부 사이드
      - 술탄 마수드 b. 술탄 마흐무드
      - 바이순구르 b. 술탄 마흐무드
      - 술탄 알리 b. 술탄 마흐무드
      - 미르자 칸 b. 술탄 마흐무드

    - 우마르 셰이흐 b. 아부 사이드
      - 자히르 알딘 무함마드 바부르 b. 우마르 셰이흐(이후 무굴 제국으로 이어짐)
      - 자한기르 b. 우마르 셰이흐
      - 나시르 b. 우마르 셰이흐
- 이칠 b. 미란샤

#### 샤루흐의 아들들
- 울루그 베그 b. 샤루흐(가우하르샤드의 아들)
  - 압둘 라티프 b. 울루그 베그
    - 아흐마드 b. 압둘 라티프
    - 무함마드 주키 b. 압둘 라티프

  - 압둘 아지즈 b. 울루그 베그
- 이브라힘 b. 샤루흐
  - 압둘라 b. 이브라힘
- 바이순구르 b. 샤루흐(가우하르샤드의 아들)
  - 알라 알다울라 b. 바이순구르
    - 바이순구르
    - 이브라힘 b. 알라 알다울라

  - 술탄 무함마드 b. 바이순구르
    - 야드가르 무함마드 b. 술탄 무함마드

  - 아불 카짐 바부르 b. 바이순구르
    - 샤 마흐무드 b. 아불 카짐 바부르
- 소유르가트미쉬 b. 샤루흐(어머니 마리카트 아가를 통해 모계로 칭기스 가문의 피를 이어받음)
- 무함마드 주키 b. 샤루흐
  - 아바 바크르 b. 무함마드 주키
  - 무함마드 카심 b. 무함마드 주키

## 같이 보기
- 거대 제국 목록

## 참고 및 참조문헌
- 고마츠 히사오 외 씀, 이평래 옮김, 『중앙 유라시아의 역사』, 소나무, 2005.
- 르네 그루쎄 씀, 김호동·유원수·정재훈 옮김, 『유라시아 유목제국사』, 사계절, 1998.
- 이주엽, 「16세기 중앙아시아 지배계층의 몽골제국 계승성 연구 -우즈벡,카자흐칸국과 무굴제국의 지배계층을 중심으로-」, 『中央아시아硏究』, 9(2004), pp. 67–105.
- 「티무르」, 『한국 브리태니커 온라인』[깨진 링크(과거 내용 찾기)]
- B.F. Manz, The rise and rule of Tamerlan, Cambridge University Press, 1989.
- Roemer, H. R., “Tīmūr in Iran,” in Camb. Hist. Iran, VI, Peter Jackson ed., New York: Cambridge University Press, 1986.